# Rowen Muscat
Rowen Muscat (Zebbug, 1991. június 5. –) máltai válogatott labdarúgó, jelenleg a Valletta FC labdarúgója. Támadó középpályásként játszik.

## Pályafutása
Korábban megfordult a Birkirkara és az Olimpic csapataiban. Az NB II-ből frissen feljutó Dunaújváros 2014-ben ingyen szerződtette a 22 ezer euró értékű játékost máltai csapatából, ahonnan tavsszal Boszniában szerepelt kölcsönben. A Birkirkarában együtt játszhatott a korábban a Ferencváros hálóját őrző Justin Haberrel.
2012-ben mutatkozott be a máltai labdarúgó-válogatottban. Korábban már szerepelt az U21-es csapatban, ahol három gólt szerzett 12 meccsen. A 2014-es világbajnokság selejtezőin 5 meccsen játszott.

## Góljai a máltai válogatottban
| #  | Dátum             | Ellenfél     | Eredmény | Kiírás          | Esemény |
| -- | ----------------- | ------------ | -------- | --------------- | ------- |
| 1. | 2018. október 14. | Azerbajdzsán | 1 – 1    | Nemzetek Ligája | 37' 70' |

## Fordítás
Ez a szócikk részben vagy egészben  a   Rowen Muscat című angol Wikipédia-szócikk ezen változatának fordításán alapul.  Az eredeti cikk szerkesztőit annak laptörténete sorolja fel. Ez a jelzés csupán a megfogalmazás eredetét és a szerzői jogokat jelzi, nem szolgál a cikkben szereplő információk forrásmegjelöléseként.